# Euplexia signata
Euplexia signata är en fjärilsart som beskrevs av Oswald Beltram Lower 1905. Euplexia signata ingår i släktet Euplexia och familjen nattflyn. Inga underarter finns listade i Catalogue of Life.